# Bruno Pereirinha
Bruno Alexandre Marques Pereirinha, plus simplement appelé Bruno Pereirinha, est un footballeur portugais né le 2 mars 1988 à Amadora.

## Biographie
Fils de Joaquim Pereirinha, après avoir fait ses premières classes à Belenenses, Pereirinha intègre le Centre de formation du Sporting Portugal à 15 ans. Champion national des moins de 19 ans dans la même équipe que Rui Patrício ou Daniel Carriço, il est quelquefois appelé à s'entraîner avec l'équipe première en 2005-2006 mais sans disputer la moindre minute en match officiel avec celle-ci. En 2006-2007, il est prêté pour s'aguerrir à CD Olivais e Moscavide au deuxième échelon national. Même s'il n'y est pas titulaire, il est rappelé à la mi-saison par Paulo Bento, et dispute son premier match officiel sous les couleurs du Sporting le 13 janvier 2007 sur la pelouse de Belenenses en entrant à la 71e minute. Véritable talisman, Pereirinha ne connaîtra pas la défaite durant les 12 matchs officiels auquel il participa avec le Sporting cette saison-là. Lors de la dernière journée contre Belenenses, il inscrit même son premier but en équipe première.
En 2007-2008, Paulo Bento le fait jouer régulièrement, et il dispute en tout 40 matchs officiels, dont 27 dans la peau d'un titulaire. Il découvre la Ligue des Champions dans laquelle il participe aux deux rencontres de poules contre Manchester United. Son meilleur moment de la saison fut contre le FC Porto, où, titularisé à un poste de latéral-droit peu habituel, il musela Ricardo Quaresma, qui était alors la star de l'équipe adverse. Pereirinha inscrit ses deux seuls buts de la saison sur la scène européenne, face au FC Bâle et à Bolton, en Ligue Europa. Comme la saison précédente, le Sporting termine la saison en beauté en remportant la Coupe du Portugal. En 2008-2009, il dispute 38 matchs (21 titularisations) et aurait pu être le héros de la finale de la Coupe de la Ligue contre Benfica, il ouvre le score d'une belle frappe, mais Benfica parvient à soulever la coupe grâce à un penalty polémique et à la séance des tirs au but. En 2009-2010, il joue moins souvent, ce qui conduit les responsables lisboètes à le prêter la saison suivante au Vitória Guimarães, puis, en Grèce, à l'AO Kavala en deuxième partie de saison. En 2011-2012, contre toute attente, il est conservé dans l'effectif par Domingos Paciência. Il ne fut pas souvent titularisé très souvent, mais son meilleur moment de la saison fut lors du déplacement à Manchester City en Ligue Europa où il dispute l'intégralité de cette rencontre historique en livrant une bonne prestation.
Pereirinha participe à la Coupe du monde des moins de 20 ans 2007 avec le Portugal.
Il est sélectionné à 19 reprises en équipe du Portugal des moins de 21 ans.
Le 30 janvier 2013, le Sporting et Pereirinha trouvent un accord pour la résiliation du contrat qui terminait au mois de juin de la même année. Le même jour, la Lazio annonce dans un communiqué officiel la signature du joueur. Dès le dimanche 3 février 2013, il fait ses débuts sous le maillot de la Lazio, en remplaçant Cristian Brocchi à la 71e minute du déplacement sur la pelouse du Genoa. Avec Pereirinha sur le terrain, la Lazio parvient à égaliser mais concède un but dans les arrêts de jeu (défaite 3 à 2).

## Carrière
| Période                    | Club                     | Pays     |
| 2006-2007(jan)             | CD Olivais e Moscavide   | Portugal |
| 2010-2011(jan)             | Vitória Guimarães (prêt) | Portugal |
| 2011(jan)-2011(juin)       | AO Kavala (prêt)         | Grèce    |
| Depuis 2007(jan)-2013(jan) | Sporting CP              | Portugal |

## Palmarès
| Année        | Titre                                  | Club        | Pays     |
| 2007 et 2008 | Vainqueur de la Coupe du Portugal      | Sporting CP | Portugal |
| 2007 et 2008 | Vainqueur de la Supercoupe du Portugal | Sporting CP | Portugal |
| 2008 et 2009 | Finaliste de la Carlsberg Cup          | Sporting CP | Portugal |